# Upsalin
Upsalin est un cheval trotteur français né en 1964. Contemporain d'Une de Mai, il est moins renommé que celle-ci, malgré un palmarès brillant. Il remporte trois des critériums réservés à sa génération sur quatre : le critérium des 4 ans, des 5 ans et le Critérium continental. Sa plus grande performance est sa victoire dans le Prix d'Amérique 1969 dans lequel il domine notamment Une de Mai, Toscan, Tidalium Pelo et Roquépine.

## Naissance et élevage
Upsalin nait le 1er avril 1964 dans le département français de la Manche, chez Jean-Yves Lécuyer. Il est le fils d'Écusson et de Kalisz II.

## Performances
Upsalin a accumulé 2 330 340 FRF (2 918 331,39 EUR2023) de gain au cours de sa carrière.
Victoires en classiques :
- Critérium des 4 ans 1968
- Prix du Président de la République 1968
- Critérium continental 1968
- Prix d'Amérique 1969
- Critérium des 5 ans 1969

Victoires en semi-classiques :
- Prix Céneri-Forcinal 1968
- Prix Octave-Douesnel 1968
- Prix Ariste-Hémard 1968
- Prix de Croix 1969
- Prix Roederer 1969
- Prix Doynel-de-Saint-Quentin 1969
- Prix du Bourbonnais 1969
- Prix Marcel-Laurent 1969
- Prix de Bourgogne 1970

## Origines
| Origines de Upsalin, mâle, bai, 1964 | Origines de Upsalin, mâle, bai, 1964 | Origines de Upsalin, mâle, bai, 1964 | Origines de Upsalin, mâle, bai, 1964 |
| ------------------------------------ | ------------------------------------ | ------------------------------------ | ------------------------------------ |
| Père Écusson                         | Quinio                               | Hernani III                          | Ontario                              |
| Père Écusson                         | Quinio                               | Hernani III                          | Odessa                               |
| Père Écusson                         | Quinio                               | Germaine                             | Phœnix                               |
| Père Écusson                         | Quinio                               | Germaine                             | Lysistrata                           |
| Père Écusson                         | Nanettone                            | Enfant de Troupe                     | Quo Vadis                            |
| Père Écusson                         | Nanettone                            | Enfant de Troupe                     | Olga                                 |
| Père Écusson                         | Nanettone                            | Georgette Gâtée                      | Tapis Vert                           |
| Père Écusson                         | Nanettone                            | Georgette Gâtée                      | Carteronne                           |
| Mère Kalisz II                       | Chambon                              | Quiproquo II                         | Calumet Delco (USA)                  |
| Mère Kalisz II                       | Chambon                              | Quiproquo II                         | Ugalde                               |
| Mère Kalisz II                       | Chambon                              | Nomarchie                            | Gaël                                 |
| Mère Kalisz II                       | Chambon                              | Nomarchie                            | Mazurka                              |
| Mère Kalisz II                       | Diane de Mézières                    | Javari                               | Quo Vadis                            |
| Mère Kalisz II                       | Diane de Mézières                    | Javari                               | Reluisante                           |
| Mère Kalisz II                       | Diane de Mézières                    | Torsade                              | Javari                               |
| Mère Kalisz II                       | Diane de Mézières                    | Torsade                              | Jongleuse                            |